# Pavonia punctata
Pavonia punctata är en malvaväxtart som beskrevs av Ignatz Urban. Pavonia punctata ingår i släktet påfågelsmalvor, och familjen malvaväxter. Inga underarter finns listade i Catalogue of Life.